# Mujtahid
Le mujtahid ou moujtahid (en arabe : مُجْتَهِد [mujtahid]) est la personne habilitée à délivrer un effort de réflexion personnelle (ijtihâd) sur un point de droit dans l'islam. En général, les moujtahidoune doivent avoir une connaissance approfondie de la langue arabe, du Coran, de la Sunna et des fondements de la jurisprudence islamique (usul al-Fiqh). Le sunnisme et le chiisme ont des points de vue différents sur l’ijtihâd et les qualifications requises pour atteindre le rang de moujtahid. 

## Étymologie
Les mots mujtahid et mujâhid sont issus de la même racine JaHaDa (جَهَدَ [jahada], faire un effort) qui dans ses dérivés donne JâHaDa (جاهَدَ [jāhada], lutter) puis jihâd et mujâhid ou dans un sens plus abstrait ijtihâd et mujtahid.

## Lemoujtahiddans le sunnisme

### Les 5 catégorie demoujtahid
1. le moujtahid moutlaq : capable de faire se rapprocher des textes divergents et en tirer la synthèse, élaborer les principes juridiques sans référence à une école particulière (madhhab). Ces compétences sont considérées comme exceptionnelles et rarissimes. Exemple  : les quatre imams (Abou Hanifa, Malik, Ash-Shâfi'î et Ahmad).
2. le moujtahid tarjiih : capable de choisir l'avis le plus authentique parmi tous ceux déjà existants, mais n'est pas capable de produire lui même un avis juridique (fatwa) directement à partir des textes.
3. le moujtahid madhhab : capable de donner des avis juridiques sans avoir à connaître ceux des autres savants (ouléma) de son école, car il en maitrise les fondements (usul al-fiqh).
4. le moujtahid tarjiih fil madhhab : capable de déterminer l'avis juridique le plus authentique existant au sein de son école (madhhab).
5. le moujtahid fatwa wa tanziil : capable de délivrer un avis juridique conformément à celui le plus authentique existant au sein de son école (madhhab). Dans une situation, où deux avis juridiques différents se vaudraient, il peut se permettre de trancher entre les deux.

Selon l'historien et cadi Ibn Abi Ad-Dam (en) (mort en 642 AH), il n'existait à son époque déjà plus aucun moujtahid des trois premières catégories.   
Selon l'imam Az-Zarkachi (en) (mort en 794 AH), les moujtahidoune de la première et de la seconde catégorie n'existaient plus à son époque. 

## Voir également